# Toxorhina stenophallus
Toxorhina stenophallus är en tvåvingeart som beskrevs av Alexander 1937. Toxorhina stenophallus ingår i släktet Toxorhina och familjen småharkrankar. Inga underarter finns listade i Catalogue of Life.